# NGC 7632
NGC 7632 је спирална галаксија у сазвежђу Ждрал која се налази на NGC листи објеката дубоког неба.
Деклинација објекта је - 42° 28' 49" а ректасцензија 23h 22m 0,9s. Привидна величина (магнитуда) објекта NGC 7632 износи 12,1 а фотографска магнитуда 13,1. Налази се на удаљености од 19,3000 милиона парсека од Сунца. NGC 7632 је још познат и под ознакама IC 5313, ESO 291-21, MCG -7-47-35, AM 2319-424, IRAS 23192-4245, PGC 71213.